# Kati (fiktiv figur)
Kati är huvudperson i Astrid Lindgrens tre böcker om Kati: Kati i Amerika, Kati på Kaptensgatan och Kati i Paris som gavs ut mellan åren 1945 och 1965. Kati är en ung kvinna som i första boken berättar om USA. Denna bok är den första flickbok som tar upp ämnet rasism i USA. Böckernas språk betecknas som satiriskt och humoristiskt.

## Innehåll och teman
De tre böckerna om Kati har ett satiriskt språk och använder detta för att beröra rasism (Kati i Amerika) och kvinnors situation (hela serien). Genom att använda underdrifter och ironier kommenterar Kati till exempel den amerikanska skönhetskulturen, de amerikanska männen och Katis egen relation till pojkvännen Jan. De tre böckerna om Kati kom ut under samma tidsrymd som två andra svenska författare som Theander räknar till denna satiriska berättarstil. Dessa är Elsa Nyblom och Maj-Stina Borg.

### Kati i Amerika
I Birgitta Theanders undersökning av flickböcker utgivna i Sverige mellan 1945 och 1965 beskriver hon vilka olika ämnen böckerna behandlar. Kati i Amerika från 1951 är en bok som berör rasism i USA. De flickböcker som har detta tema skildrar en medveten kamp och skildrar en utveckling med historiskt perspektiv. Astrid Lindgren är den första som tar upp detta i flickböcker under denna period. Kati är i USA som turist och upprörs över den segregation som finns i sydstaterna. Denna bok bygger på Lindgrens artikelserie i Damernas värld 1949-1950. Allra först samlades artiklarna i en bok för vuxna 1950 och sedan som flickbok 1951. Theander skriver att trots att ändringar omfattade en del ord behölls ändå många gamla och ovanliga ord.

### Kati på Kaptensgatan
Kati på Kaptensgatan innehåller en scen där Kati sätter sig i livsfara. De äventyrliga situationerna används som spänningshöjare men är inte det centrala i flickböckerna. Kati bor på femte våningen och när hon låst sig ute med en gryta kalops på spisen finner hon ingen annan råd än att klättra längs fasaden och kliva in genom köksfönstret. En händelse som Lindgren själv varit med om. Denna bok publicerades 1971 med titeln Kati i Italien, men en ännu senare utgåva kallades åter Kati på Kaptensgatan.

### Kati i Paris
Kati i Paris från 1953 är den tredje fristående boken om Kati.